# Prozirnost
Prozirnost je optičko svojstvo mora na koje utječu jačina osvijetljenosti te kemijski i biološki sastav morske vode. Toplija su mora zbog siromašnijeg živog svijeta prozirnija od hladnih mora. Prozirnost mora određuje se bijelom pločicom koja se zove Secchijev disk.